# Frans Massy
Frans Massy (25 maart 1881 - 7 oktober 1918), ook gekend als agent X, maakte deel uit van het Belgisch verzet in de Eerste Wereldoorlog, als lid van het spionagenetwerk The Cereal Company.

## Biografie
Frans Massy was kapper van beroep, die vlot kon praten met zijn klanten. Tijdens de Eerste Wereldoorlog was Hasselt de stad waar de Duitse soldaten verlof hielden en velen van hen gingen langs bij Massy, voordat ze weer naar het front moesten. Massy slaagde er vaak in om hen informatie te ontfutselen. Hij stelde hen op hun gemak door te vragen naar hun familie.
Hij wist zodoende de positie van kanonnen te achterhalen die op de Hartmannswillerkopf (een bergmassief in de Vogezen) stonden. Een soldaat deed beklag over de geluidsoverlast die zijn ouders van het gebulder hadden ondervonden. 
Hij speelde deze informatie door aan Jef Peeters, die de Limburgse sectie van The Cereal Company toen leidde. Via Nederland en Engeland vindt de informatie zijn weg tot bij het 152ste infanterie bataljon Les Diables Rouges, die er een gerichte aanval mee konden inzetten en zo de Hartmannswillerkopf weer konden innemen. Dit betekende niet het einde van de oorlog, maar het was wel een belangrijke overwinning en het einde van een lange reeks bloederige nederlagen voor dat bataljon.
In 1918 is hij opgepakt en doodgemarteld door de Duitsers, nadat hij verraden werd door een koerier die eveneens gemarteld werd. Hij is blijven zwijgen en dat heeft hem het leven gekost. Hij werd begraven op het Oud Kerkhof aan de Kempische Steenweg in Hasselt.

## Eerbetoon
- In 1918 werd er een straat in Hasselt naar hem vernoemd.[4]
- Er werd ook een gedenksteen voor hem gebouwd door de kring Pro Patria.[5]
- Op 1 maart 2018 werd Frans Massy gehuldigd voor zijn heldendaden tijdens een internationale bijeenkomst van Belgische en Franse militairen en familieleden van Massy.[2]